# Charles Antenen
Charles Antenen (La Chaux-de-Fonds, 3 de novembro de 1929 – Les Bayards, 20 de maio de 2000) foi um Suíço, jogador de futebol, apelidado de Kiki.

## Carreira
Antenen jogou pelo La Chaux-de-Fonds FC (Futebol Clube de La Chaux-de-Fonds - Suíça) de 1945 a 1952 e de 1954 a 1965, vencendo três campeonatos suíços e 6 copas suíças.
Ele também jogou pelo Lausanne Sports de 1953 a 54. Pela Seleção Suíça de Futebol, ele jogou 56 partidas e fez 22 gols, e participou de três Copas do Mundo: 1950, 1954 e 1962.

## Títulos
- La Chaux-de-Fonds FC
  - Campeonato Suíço de Futebol (3): em 1954, 1955 e 1964
  - Copa da Suíça (6): em  1948, 1951, 1954, 1955, 1957 e 1962